# Englebelmer
Englebelmer est une commune française située dans le département de la Somme, en région Hauts-de-France.

## Géographie

### Localisation
La commune est située à 30 km environ au nord-est d'Amiens, et à 7 km au nord-ouest d'Albert.
Elle est traversée par la D 129, qui venant du nord (Mailly-Maillet) se dirige vers le sud et Martinsart, hameau de Mesnil-Martinsart.

### Hydrographie
La commune est située dans le bassin Artois-Picardie. Elle n'est drainée par aucun cours d'eau.

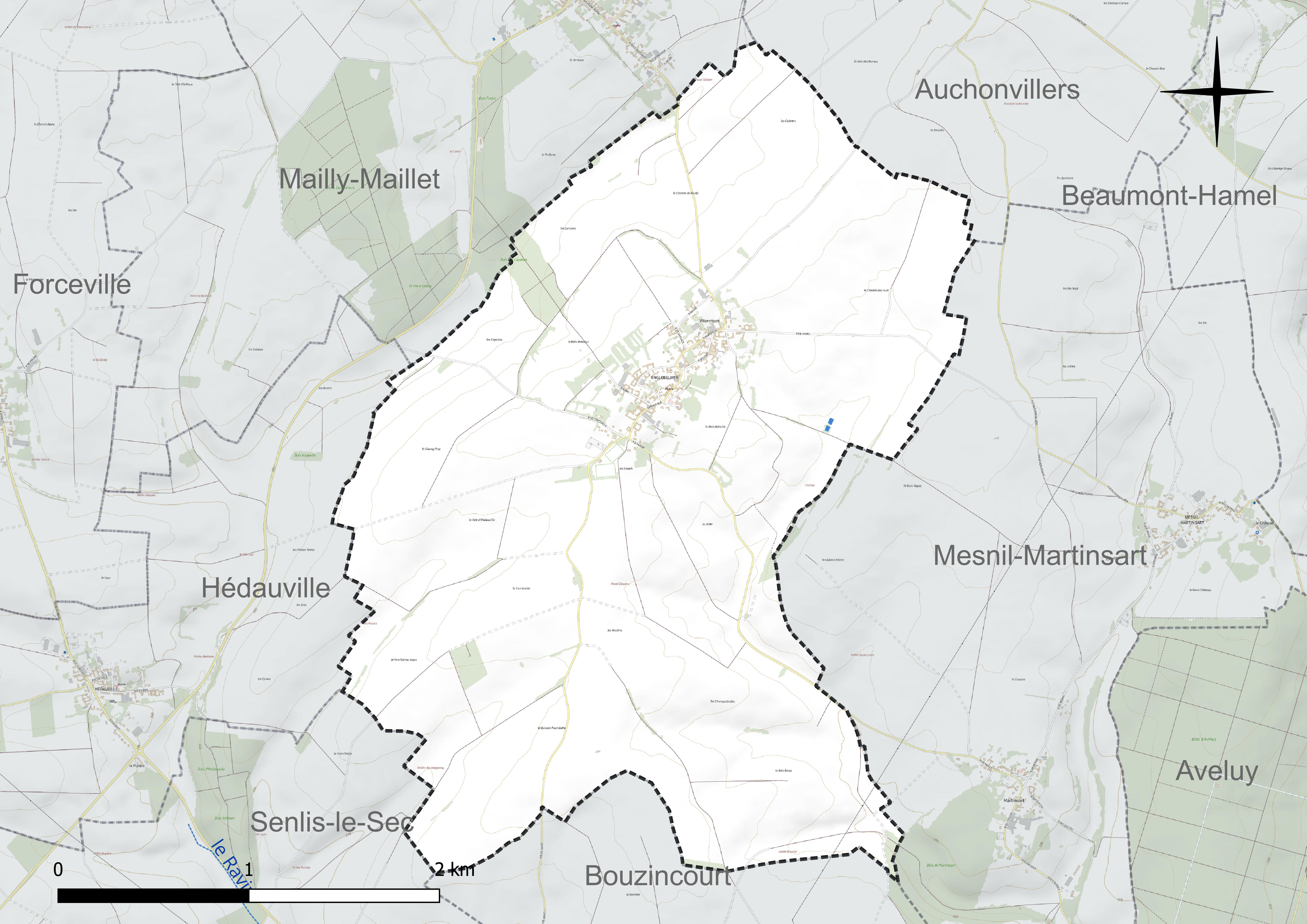
Réseau hydrographique d'Englebelmer.

### Climat
Pour des articles plus généraux, voir Climat des Hauts-de-France et Climat de la Somme.
En 2010, le climat de la commune est de type climat océanique dégradé des plaines du Centre et du Nord, selon une étude du CNRS s'appuyant sur une série de données couvrant la période 1971-2000. En 2020, Météo-France publie une typologie des climats de la France métropolitaine dans laquelle la commune est exposée à un climat océanique et est dans la région climatique Nord-est du bassin Parisien, caractérisée par un ensoleillement médiocre, une pluviométrie moyenne régulièrement répartie au cours de l'année et un hiver froid (3 °C).
Pour la période 1971-2000, la température annuelle moyenne est de 10,1 °C, avec une amplitude thermique annuelle de 14,2 °C. Le cumul annuel moyen de précipitations est de 832 mm, avec 12,5 jours de précipitations en janvier et 9,2 jours en juillet. Pour la période 1991-2020, la température moyenne annuelle observée sur la station météorologique la plus proche, située sur la commune de Méaulte à 9 km à vol d'oiseau, est de 10,7 °C et le cumul annuel moyen de précipitations est de 730,3 mm,. Pour l'avenir, les paramètres climatiques de la commune estimés pour 2050 selon différents scénarios d'émission de gaz à effet de serre sont consultables sur un site dédié publié par Météo-France en novembre 2022.

## Urbanisme

### Typologie
Au 1er janvier 2024, Englebelmer est catégorisée commune rurale à habitat dispersé, selon la nouvelle grille communale de densité à sept niveaux définie par l'Insee en 2022.
Elle est située hors unité urbaine. Par ailleurs la commune fait partie de l'aire d'attraction d'Amiens, dont elle est une commune de la couronne,. Cette aire, qui regroupe 369 communes, est catégorisée dans les aires de 200 000 à moins de 700 000 habitants,.

### Occupation des sols
L'occupation des sols de la commune, telle qu'elle ressort de la base de données européenne d'occupation biophysique des sols Corine Land Cover (CLC), est marquée par l'importance des territoires agricoles (96,1 % en 2018), une proportion identique à celle de 1990 (96,1 %). La répartition détaillée en 2018 est la suivante : 
terres arables (92,2 %), prairies (3,9 %), zones urbanisées (2,7 %), forêts (1,2 %). L'évolution de l'occupation des sols de la commune et de ses infrastructures peut être observée sur les différentes représentations cartographiques du territoire : la carte de Cassini (XVIIIe siècle), la carte d'état-major (1820-1866) et les cartes ou photos aériennes de l'IGN pour la période actuelle (1950 à aujourd'hui).

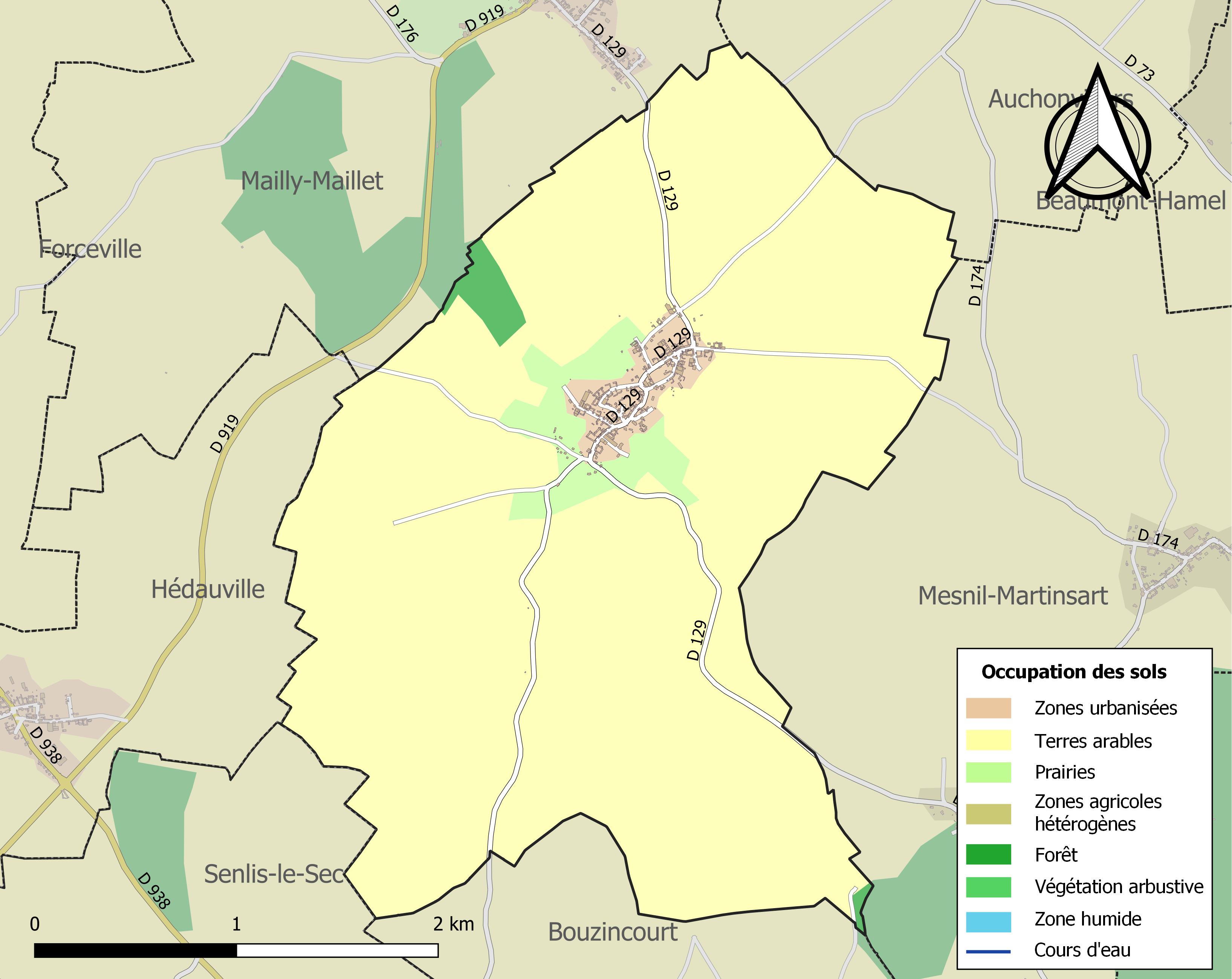
Carte des infrastructures et de l'occupation des sols de la commune en 2018 (CLC).

## Toponymie
Le nom de la localité est attesté sous les formes Englebertmes en 1301 ; Englebermes en 1306 ; Anglebromer en 1369 ; Anglebermes en 1521 ; Englebelmer en 1567 ; Englesbermer en 1637 ; Encre-Bellemer en 1648 ; Vuerebellemer en 1657 ; Encrebelmer en 1750 ; Anglebermer en 1695 ; Englebellemère en 1750 ; Englebelmere en 1753 ; Anglebelmer en 1761.
Englebert-mes en 1301 est bien l'orthographe du nom du village qui signifie le mes (l'habitation) d'Englebert. « Le mes n'est pas seulement une maison (qui s'est longtemps écrit meson, et qui un diminutif de mes ou mez), mais il comporte toutes les dépendances qui en faisaient le manoir féodal du lieu ».

## Histoire
Des traces d'une implantation lors de l'époque carolingienne auraient été retrouvées au lieu-dit Champ des Brûlés.
En 831, la paroisse fait partie du prieuré d'Encre et dépend de l'Abbaye de Saint-Riquier.
Jusqu'à la fin du XIVe siècle, la terre appartient à la maison de Miraumont.
En 1784-1785, la localité connut une petite effervescence à contexte juridique.
Lors de la Révolution, selon un décret de 1801, les deux paroisses d'Englebelmer et de Vitermont fusionnèrent.
Le village a été victime de la Première Guerre mondiale lors de la bataille de la Somme, comme en témoigne le camp terre-neuvien situé à proximité.
Par arrêté préfectoral du 27 décembre 2016, la commune est détachée le 1er janvier 2017 de l'arrondissement d'Amiens pour intégrer l'arrondissement de Péronne.

## Politique et administration
| Période                                  | Période                   | Identité              | Étiquette | Qualité  |
| ---------------------------------------- | ------------------------- | --------------------- | --------- | -------- |
| Les données manquantes sont à compléter. |                           |                       |           |          |
| mars 2001                                | 2008                      | Bernard Schietequatte |           |          |
| mars 2008                                | mai 2020                  | Daniel Fromont        | DVG       | Retraité |
| mai 2020                                 | En cours (au 31 mai 2020) | Émilie Bruge          |           | Avocate  |

## Population et société

### Démographie
L'évolution du nombre d'habitants est connue à travers les recensements de la population effectués dans la commune depuis 1793. Pour les communes de moins de 10 000 habitants, une enquête de recensement portant sur toute la population est réalisée tous les cinq ans, les populations de référence des années intermédiaires étant quant à elles estimées par interpolation ou extrapolation. Pour la commune, le premier recensement exhaustif entrant dans le cadre du nouveau dispositif a été réalisé en 2007.

En 2022, la commune comptait 292 habitants, en évolution de −3,31 % par rapport à 2016 (Somme : −1,26 %, France hors Mayotte : +2,11 %).
| 1793 | 1800 | 1806 | 1821 | 1831 | 1836 | 1841 | 1846 | 1851 |
| ---- | ---- | ---- | ---- | ---- | ---- | ---- | ---- | ---- |
| 531  | 570  | 665  | 753  | 706  | 697  | 695  | 692  | 646  |

| 1856 | 1861 | 1866 | 1872 | 1876 | 1881 | 1886 | 1891 | 1896 |
| ---- | ---- | ---- | ---- | ---- | ---- | ---- | ---- | ---- |
| 542  | 570  | 560  | 536  | 525  | 467  | 445  | 418  | 407  |

| 1901 | 1906 | 1911 | 1921 | 1926 | 1931 | 1936 | 1946 | 1954 |
| ---- | ---- | ---- | ---- | ---- | ---- | ---- | ---- | ---- |
| 383  | 374  | 349  | 258  | 291  | 257  | 244  | 259  | 276  |

| 1962 | 1968 | 1975 | 1982 | 1990 | 1999 | 2006 | 2007 | 2012 |
| ---- | ---- | ---- | ---- | ---- | ---- | ---- | ---- | ---- |
| 264  | 287  | 276  | 269  | 258  | 242  | 241  | 241  | 293  |

| 2017 | 2022 | - | - | - | - | - | - | - |
| ---- | ---- | - | - | - | - | - | - | - |
| 299  | 292  | - | - | - | - | - | - | - |

### Enseignement
Un syndicat scolaire (Sivu) liant la commune à celles de Mailly-Maillet, Courcelles-au-Bois, Colincamps, Bertrancourt et Auchonvillers gère le fonctionnement, l'aménagement, l'entretien des équipements et les activités péri-scolaires.

### Sports
Le stade municipal, implanté au sud de la localité, dispose d'une superficie et d'aménagements (lampadaires-projecteurs) rares pour une commune comptant une population aussi peu importante.
Il existe aussi un terrain de ballon au poing.

### Manifestations culturelles et festivités
- La fête du village a lieu traditionnellement le premier dimanche du mois de juin.
- Le centre équestre Crinière au vent (affilié à la Fédération française d'équitation) propose enseignement, attelage, balades.

## Culture locale et patrimoine

### Lieux et monuments
- Église Saint-Martin.
- Ancienne église Notre-Dame-de-l'Assomption (à Vitermont, ancien hameau parfois écrit « Witermont »[24]), réaménagée en salle polyvalente.
- Chapelle de Vitermont, dédiée à la Vierge. Elle existait déjà en 1883 et fut détruite en 1914. Reconstruite après la guerre, elle est consolidée à la suite d'un effondrement[25].
- Cimetières militaires
  - Englebelmer Communal Cemetery
  - Englebelmer Communal Cemetery Extension

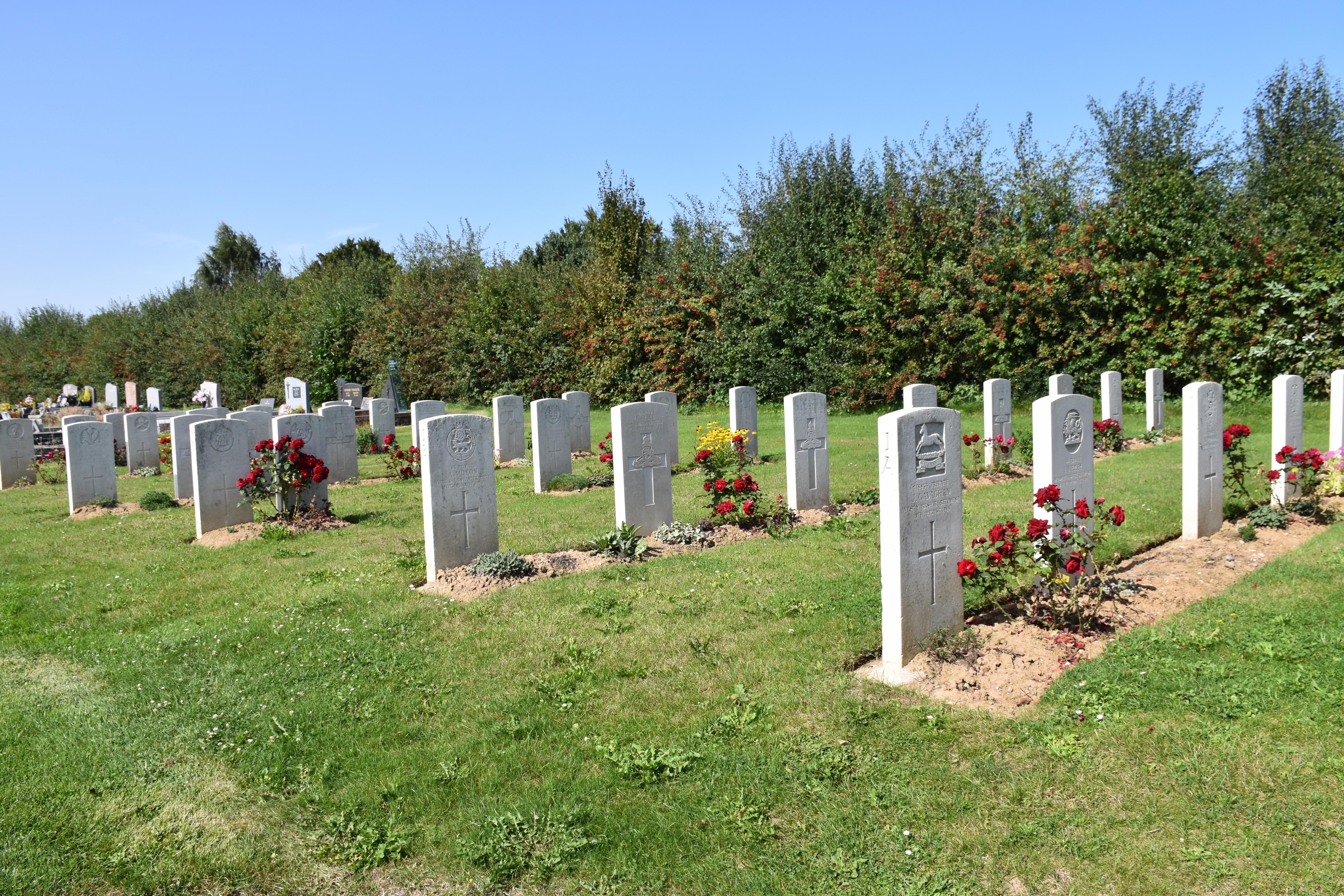
Quelques-unes des 52 tombes militaires du cimetière communal.
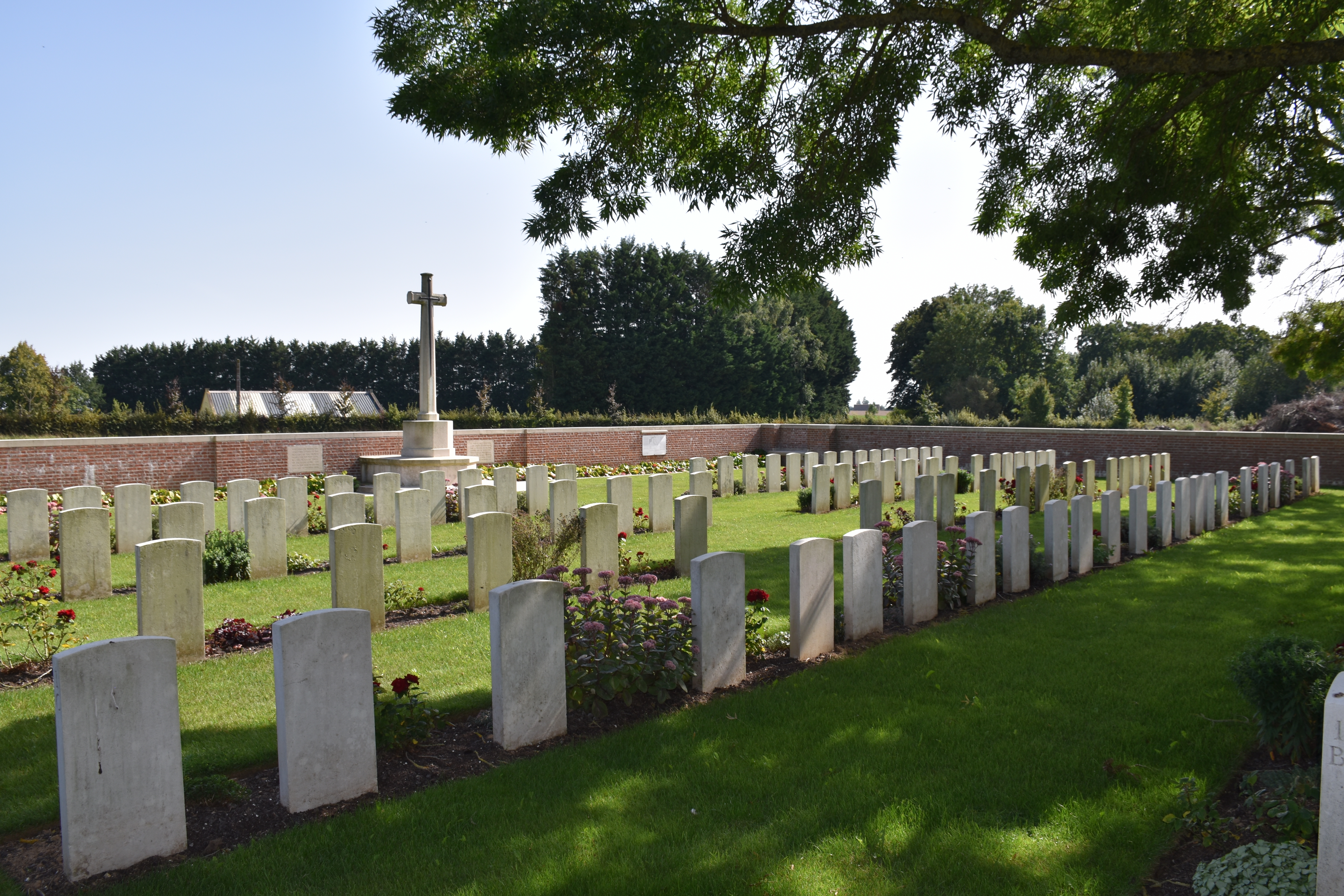
Le cimetière britannique implanté à l'arrière du cimetière communal.
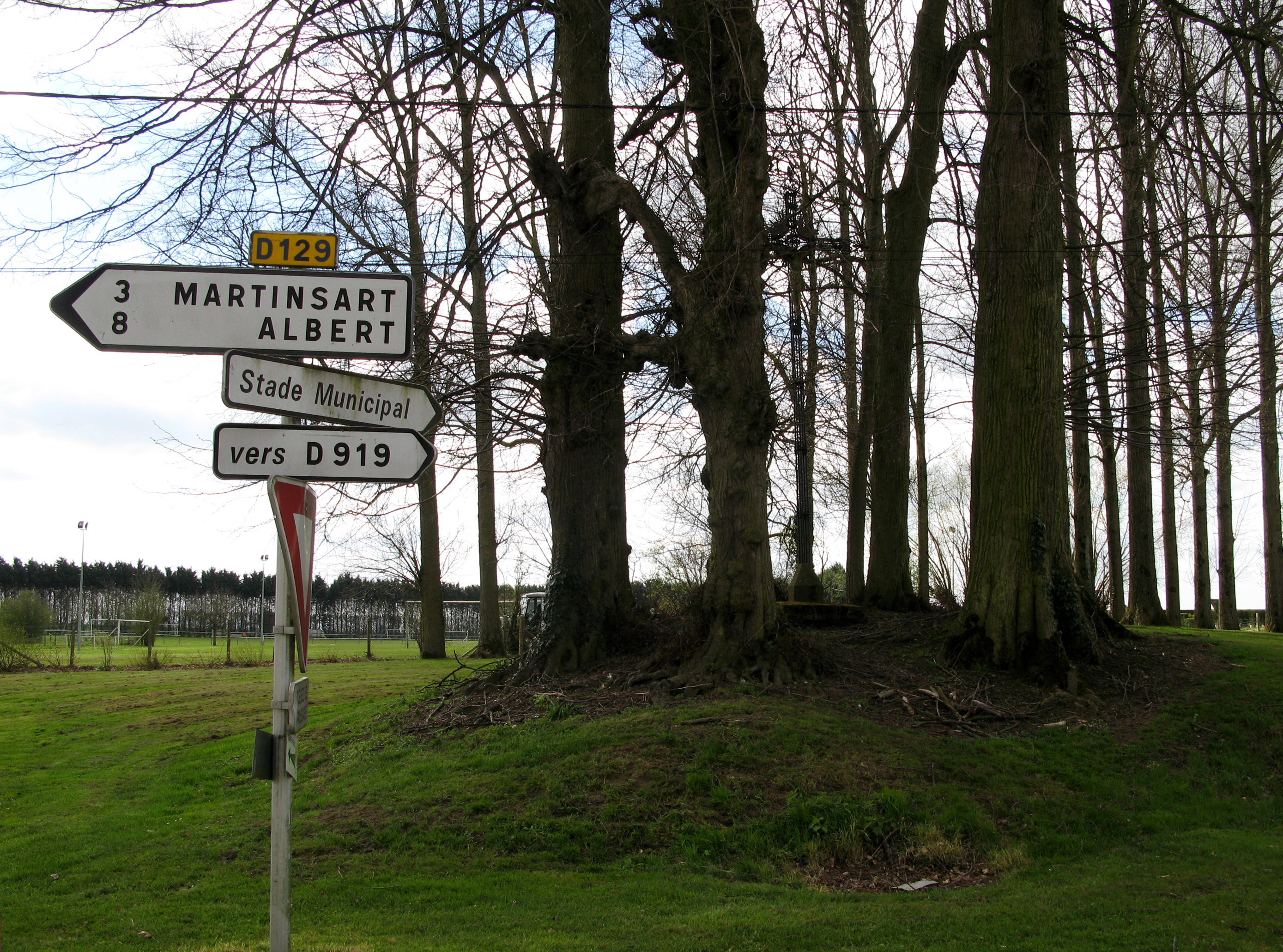
Le calvaire, dressé sur sa petite butte, est caché par les arbres, devant le stade, au sud du village.

### Héraldique
| Blason de Englebelmer | Blason  | Écartelé : au 1er d'or fretté d'azur, au 2e d'or à une rose des jardins de gueules, tigée et feuillée de sinople, au 3e de gueules à une tête de cheval coupée d'or, au 4e d'argent fretté de sable ; à une médaille de la Croix de Guerre d'or brochant en cœur, sur le tout. Ornements extérieursCroix de guerre 1914-1918 |
| Blason de Englebelmer | Détails | Au premier : les armes de la famille d'Englebelmer, seigneur de la commune du XIIIe au XVe siècle (en inversant les émaux), au deuxième une rose, attribut de Notre-Dame, sainte patronne de la paroisse du hameau de Vitermont, au troisième le cheval symbolisant saint Martin, patron de l'église d'Englebelmer, enfin, au quatrième les armes de la famille d'Humières ayant possédé la seigneurie de Vitermont aux XVe et XVIe siècles. Création de l'association Cercle historique des Hauts de l'Ancre, adoptée le 7 octobre 2021. |

## Pour approfondir